# Région récréative d'État de Chena River
Chena River State Recreation Area est un parc d'État dans l'État américain de l'Alaska, situé à l'est de Fairbanks. La réserve couvre une superficie de 1 028 km2 et est centrée sur la rivière Chena. Les installations comprennent des terrains de camping, des sentiers de randonnée, des VTT, des sentiers de motoneige et de traîneau à chiens, un champ de tir, des étangs de pêche et plusieurs chalets à usage public. La pêche de l'ombre arctique n'est pratiquée avec prise et remise à l'eau que dans la rivière, mais les visiteurs peuvent garder l'ombre capturé dans les trois étangs ensemencés. La zone est également notable pour plusieurs concentrations de tors de granit. La route qui traverse la zone de loisirs se termine à la station privée Chena Hot Springs. 

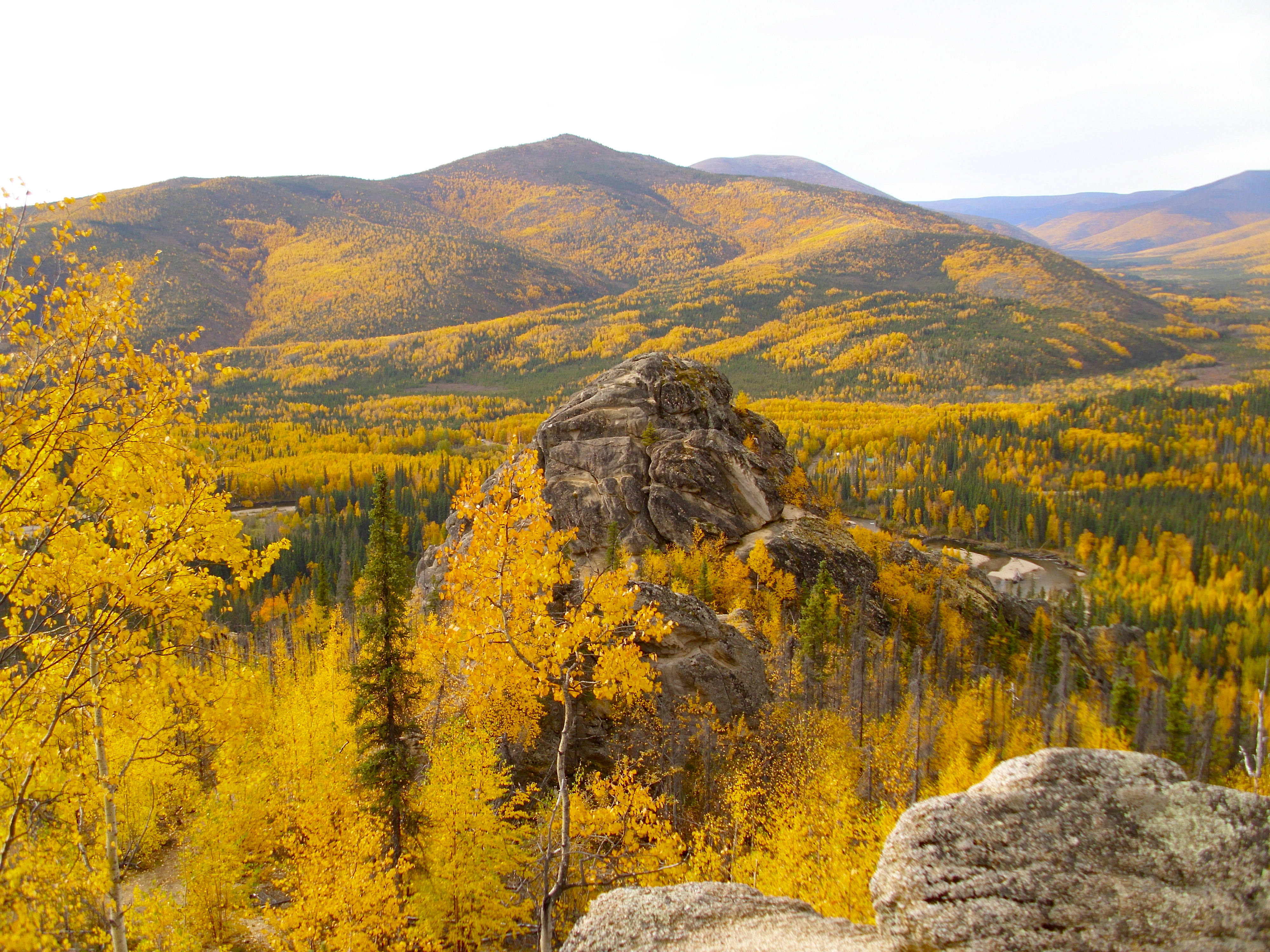
Angelrocks
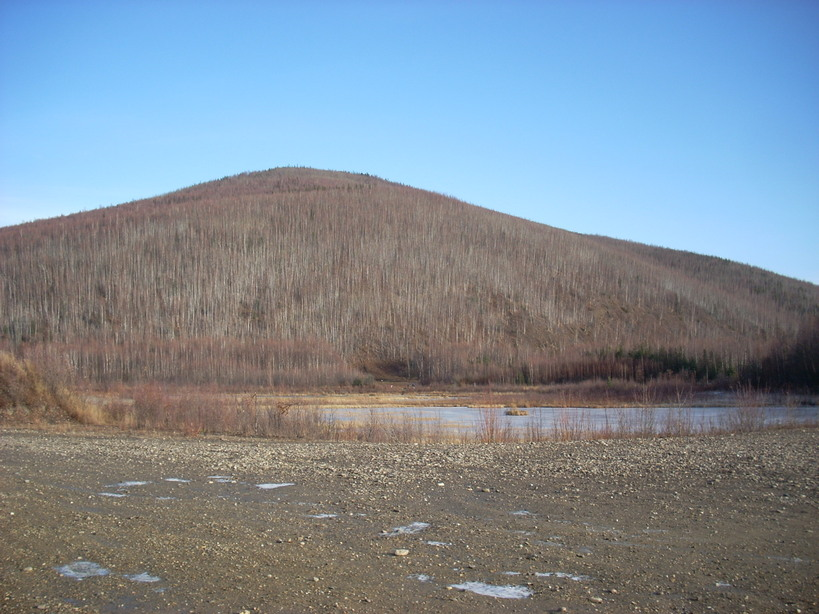
Barren Hills
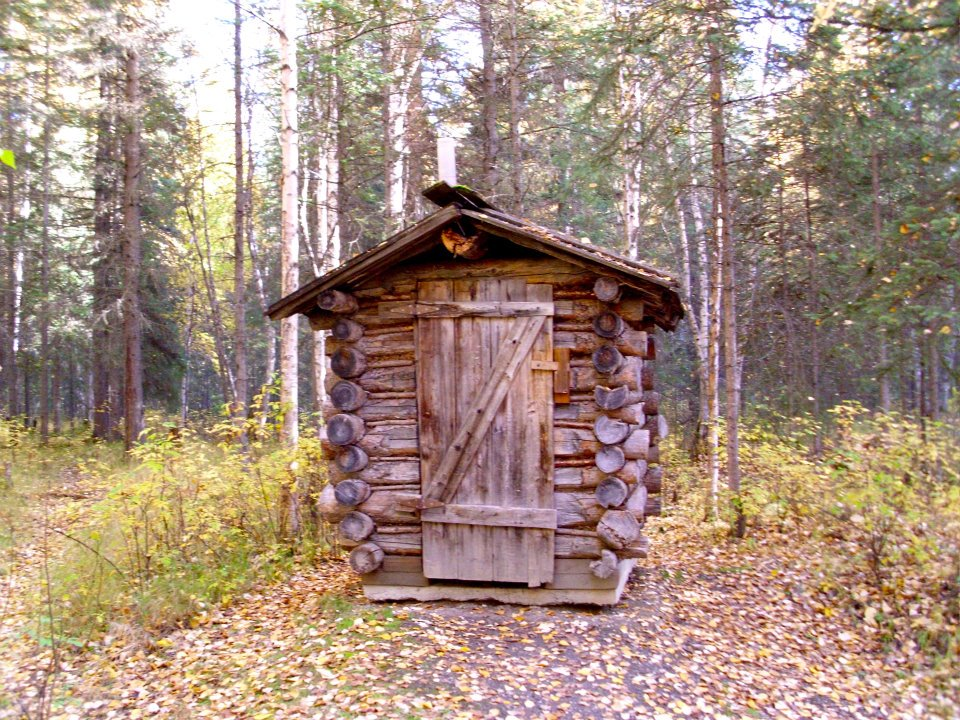
North Fork Outhouse